# كاي فيغنر
كاي ويغنر هو سياسي ألماني، ولد في 15 سبتمبر 1972 في Spandau (locality) ‏ في ألمانيا. نشط حزبياً في الاتحاد الديمقراطي المسيحي. في الانتخابات الفيدرالية الألمانية 2017، انتخب عضو في البوندستاغ الألماني عن دائرة Berlin-Spandau – Charlottenburg North ‏ وقد انضم خلال البوندستاغ الألماني التاسع عشر (24 أكتوبر 2017 – ) للكتلة البرلمانية الكتلة البرلمانية لائتلاف الاتحاد الديمقراطي المسيحي / الاتحاد الاجتماعي المسيحي في البوندستاغ ‏ وانتخب عضو في برلمان برلين ‏ وانتخب عضو في البوندستاغ الألماني خلال فترته النيابية ‏ (18 أكتوبر 2005 – 27 أكتوبر 2009).

## وصلات خارجية
- الموقع الرسمي